# ماتيوس فيفيان
ماتيوس فيفيان (بالبرتغالية: Matheus Coradini Vivian‏) هو لاعب كرة قدم برازيلي في مركز الدفاع، ولد في 5 أبريل 1982 في Caçapava do Sul ‏ في البرازيل. شارك مع منتخب البرازيل تحت 17 سنة لكرة القدم. أما مع النوادي، فقد لعب مع آينتراخت فرانكفورت وبوتافوغو ريغاتاس وغريميو بورتو أليغرينزي ونادي باوك ونادي سبتة ونادي سوشو ونادي غانغون ونادي غرونوبل ونادي لاس بالماس ونادي ميتز ونادي نانت.

## وصلات خارجية
- ماتيوس فيفيان على موقع رابطة كرة القدم الفرنسية للمحترفين (الإنجليزية)
- ماتيوس فيفيان على موقع قاعدة بيانات كرة القدم.إي يو (الإنجليزية)
- ماتيوس فيفيان على موقع ليكيب (الفرنسية)
- ماتيوس فيفيان على موقع Soccerway.com (الإنجليزية)
- ماتيوس فيفيان على موقع عالم كرة القدم.نت (الإنجليزية)
- ماتيوس فيفيان على موقع AS.com (الإسبانية)